# (90712) Wittelsbach
(90712) Wittelsbach est un astéroïde de la ceinture principale.

## Description
(90712) Wittelsbach est un astéroïde de la ceinture principale. Il fut découvert le 12 octobre 1990 à Tautenburg par Freimut Börngen et Lutz Dieter Schmadel. Il présente une orbite caractérisée par un demi-grand axe de 2,76 UA, une excentricité de 0,24 et une inclinaison de 8,8° par rapport à l'écliptique.

## Compléments